# Acrolophus psoloessa
Acrolophus psoloessa är en fjärilsart som beskrevs av Edward Meyrick 1932. Acrolophus psoloessa ingår i släktet Acrolophus och familjen Acrolophidae. Inga underarter finns listade i Catalogue of Life.